# (1257) Móra
(1257) Móra ist ein Asteroid des Hauptgürtels, der am 8. August 1932 von dem deutschen Astronomen Karl Wilhelm Reinmuth an der Landessternwarte Heidelberg-Königstuhl der Universität Heidelberg entdeckt wurde.
Der Asteroid ist nach dem ungarischen Astronomen Károly Móra benannt. 